# 木村博紀
木村 博紀（1962年1月19日 - ）は、日本の経営者。朝日生命保険会長を務めている。

## 経歴
和歌山県出身。1984年に慶應義塾大学経済学部を卒業し、同年に朝日生命保険に入社。
2012年4月に執行役員に就任し、2013年7月に取締役を経て、2017年4月には社長に就任。